# San Francisco 49ers
San Francisco 49ers su profesionalni klub američkog nogometa iz San Francisca u Kaliforniji, a natječu se u zapadnoj diviziji NFC konferencije NFL lige. Klub je osnovan 1946. a dosad je osvojio 5 naslova prvaka, svih 5 u eri Super Bowla. 49ersi su 2013. igrali svoje domaće utakmice na stadionu Candlestick Park, a od 2014. će igrati na Levi's Stadiumu.

## Povijest kluba

### Od početaka do 1970-ih
San Francisco 49ersi su bili jedan od klubova osnivača AAFC lige koja je postojala između 1946. i 1949. Prvaci AAFC-a su sve četiri sezone bili Cleveland Brownsi, dok su 49ersi čvrsto držali drugo mjesto. Zajedno s Brownsima i Baltimore Coltsima, 49ersi 1950. prelaze u NFL ligu. Predvođeni quarterbackom Y. A. Tittleom i defensive tackleom Leom Nomellinijem, do prvog doigravanja u NFL-u dolaze 1957. Za pobjedu u zapadnoj diviziji igrali su protiv Detroit Lionsa i izgubili 31:27, a Lionsi su kasnije postali prvaci lige pobjedom nad Brownsima. 
Početkom 60-ih 49ersi postaju prva momčad koja koristi tzv. "shotgun" formaciju u napadu, gdje se quarterback postavlja nekoliko metara iza svoje napadačke linje, što mu omogućava više mjesta i vremena za dodavanje lopte. Međutim, ni uz tu inovaciju ne uspijevaju zabilježiti neke značajnije rezultate, te do ulaska momčadi iz AFL-a u NFL 1970. ne uspijevaju nijednom ući u doigravanje. 
Dick Nolan preuzima momčad 49ersa 1968. kao trener. U momčadi ga dočekuju među ostalima quarterback John Brodie, wide receiver Gene Washington, linebacker Dave Wilcox te cornerback Jimmy Johnson i 1970. s 10 pobjeda po prvi put u povijesti osvajaju diviziju. U doigravanju pobjeđuju Minnesota Vikingse i dolaze do konferencijskog finala gdje ih pobjeđuju Dallas Cowboysi rezultatom 17:10. Cowboysi se pokazuju preteškim suparnikom i u iduće dvije sezone, kada 49ersi također osvajaju diviziju, ali gube od njih u playoffu.

### Era Joea Montane
Uz promjenu vlasnika, momčad mijenja i trenera 1979. godine. Novi trener postaje Bill Walsh, a jedan od prvih poteza mu je izbor quarterbacka Joea Montane sa sveučilišta Notre Dame. Montana u svojoj drugoj sezoni dobiva veću minutažu, a naznaka stvari koje dolaze bila je te sezone u utakmici protiv New Orleans Saintsa kada 49ersi na poluvremenu gube 35:7, ali predvođeni Montanom na kraju pobjeđuju 38:35.
Montana postaje prvi quarterback momčadi u sezoni 1981. 49ersi se koncentriraju na igru dodavanjem (najuspješniji hvatač te sezone je Dwight Clark) i pobjeđuju 13 puta u sezoni, a Walsh je izabran za trenera godine. Tu se ne zaustavljaju, u doigravanju pobjeđuju New York Giantse i Dallas Cowboyse i dolaze do finala gdje ih čekaju Cincinnati Bengalsi. Već u prvom poluvremenu Super Bowla igranog u Pontiacu u Michiganu 49ersi vode 20:0 i na kraju pobjeđuju 26:21, a Montana je proglašen MVP-em utakmice. Možda i najbolju sezonu u povijesti 49ersi imaju 1984. S 15 pobjeda u sezoni postavljaju rekord lige, a dominaciju nastavljaju i u doigravanju. S 34:9 pobjeđuju Minnesota Vikingse, s 23:0 Chicago Bearse (predvođene trenerom Mikeom Ditkom) i ulaze u svoj drugi Super Bowl u povijesti. To finale Montani donosi okršaj s drugim velikim quarterbackom osamdesetih, Danom Marinom. Montana izlazi kao pobjednik, a 49ersi osvajaju prvenstvo po drugi put u povijesti, pobjedom 36:18.
49ersi su vrlo dobri i u iduće tri sezone, te predvođeni Montanom, Clarkom, cornerbackom i safetyem Ronniem Lottom, running backom Rogerom Craigom i najnovijim pojačanjem s drafta (i budućim po mnogima najboljim wide receiverom svih vremena) Jerryjem Riceom postaju možda i najbolja momčad 80-ih. 
1986. počinju Montanini problemi s ozljedama, a 1987. 49ersi dovode Stevea Younga kao zamjenskog quarterbacka. Sezona 1988. počinje s problemima, a Montana i Young se izmjenjuju u početnoj postavi 49ersa. Do kraja sezone Montana se potpuno oporavlja i 49ersi osvajaju diviziju i kreću u još jedan pohod na Super Bowl. U doigravanju nadmoćnim pobjedama izbacuju Vikingse i Bearse i dolaze do finala koji je repriza njihovog Super Bowla iz 1981. U toj utakmici 49ersi ponovno pobjeđuju Bengalse, ovaj put 20:16. Jerry Rice je bio proglašen MVP-em utakmice nakon uhvaćenih 215 jarda dodavanja (rekord Super Bowla).
Nakon trećeg naslova, trener Bill Walsh odlazi u mirovinu, a nasljeđuje ga dotadašnji koordinator obrane George Seifert. 49ersi 1989. završavaju sezonu s 14 pobjeda i Montana postaje MVP lige. Dominacijom koja podsjeća na onu iz 1984. dolaze do svog četvrtog Super Bowla u 9 godina pobjedama u doigravanju nad Vikingsima i Los Angeles Ramsima. U finalnoj utakmici pobjeđuju i ovaj put, i to Denver Broncose Johna Elwaya, s čak 55:10, što je najveća pobjeda u povijesti Super Bowla. To je bio četvrti naslov prvaka za 49erse i Montanu u 80-ima.
49ersi u 1990. ulaze kao glavni favorit što opet potvrđuju s 14 pobjeda, a Montana je ponovno MVP lige. Unatoč tome, dolaze samo do konferencijskog finala gdje gube od New York Giantsa. Iduće dvije sezone Montana propušta gotovo u cijelosti zbog ozljede, a mijenja ga Young, koji i sam ima problema s ozljedama. Međutim, Young 1992. predvodi momčad ponovno do 14 pobjeda i biva proglašen MVP-em lige i u doigravanju dovodi momčad do konferencijskog finala gdje gube od Dallas Cowboysa predvođenih Troyem Aikmanom i Emmittom Smithom.

### Era Stevea Younga
Na kraju sezone 1992. Montana odlazi iz kluba u Kansas City Chiefse, a Young i službeno postaje prvi izbor momčadi na mjestu quarterbacka. Nakon još jednog poraza u doigravanju od Cowboysa 1993., 49ersi im vraćaju 1994. pobjedom u konferencijskom finalu. U svom petom Super Bowlu pobjeđuju San Diego Chargerse 49:26, a Young je proglašen MVP-em utakmice (ranije je bio proglašen i za MVP-a lige te sezone). 49ersi ostaju prvi vrhu lige i iduće četiri sezone i najdalje dolaze 1997. kada ih u konferencijskom finalu pobjeđuju Green Bay Packersi Bretta Favrea.

### Od kraja 90-ih do danas
Nakon sezone 1996. momčad napušta trener Seifert (mijenja ga Steve Mariucci), a nakon 1999. i Steve Young. Ipak, momčad predvođena novim quarterbackom Jeffom Garciom, wide receiverima Riceom i Terrellom Owensom i defensive endom Bryantom Youngom dolazi do playoffa  2001. i 2002. 
Novi uzlet 49ersi doživljavaju od 2011. kada momčad preuzima trener Jim Harbaugh. Već u svojoj prvoj sezoni dovodi momčad do osvajanja divizije i konferencijskog finala te biva izabran za trenera godine. Sredinom sezone 2012. za prvog quarterbacka postavlja Colina Kaepernicka koji nakon pobjeda u doigravanju nad Green Bay Packersima i Atlanta Falconsima vodi momčad do Super Bowla. U utakmici koja se igrala u New Orleansu, 49ersi gube od Baltimore Ravensa (koje predvodi trener Jon Harbaugh, Jimov brat) rezultatom 34:31. I 2013. 49ersi su pri vrhu i dolaze do konferencijskog finala gdje gube od divizijskih rivala Seattle Seahawksa 23:17.

## Učinak po sezonama od 2008.
| Sezona | Liga | Konferencija | Divizija | Regularni dio sezone | Regularni dio sezone | Regularni dio sezone | Regularni dio sezone | Uspjeh u doigravanju              |
| Sezona | Liga | Konferencija | Divizija | Poz.                 | Pob.                 | Por.                 | Ner.                 | Uspjeh u doigravanju              |
| ------ | ---- | ------------ | -------- | -------------------- | -------------------- | -------------------- | -------------------- | --------------------------------- |
| 2008.  | NFL  | NFC          | Zapad    | 2.                   | 7                    | 9                    | 0                    |                                   |
| 2009.  | NFL  | NFC          | Zapad    | 2.                   | 8                    | 8                    | 0                    |                                   |
| 2010.  | NFL  | NFC          | Zapad    | 3.                   | 6                    | 10                   | 0                    |                                   |
| 2011.  | NFL  | NFC          | Zapad    | 1.                   | 13                   | 3                    | 0                    | poraženi u konferencijskom finalu |
| 2012.  | NFL  | NFC          | Zapad    | 1.                   | 11                   | 4                    | 1                    | poraženi u Super Bowlu XLVII      |
| 2013.  | NFL  | NFC          | Zapad    | 2.                   | 12                   | 4                    | 0                    | poraženi u konferencijskom finalu |
| 2014.  | NFL  | NFC          | Zapad    | 3.                   | 8                    | 8                    | 0                    |                                   |
| 2015.  | NFL  | NFC          | Zapad    | 4.                   | 5                    | 11                   | 0                    |                                   |
| 2016.  | NFL  | NFC          | Zapad    | 4.                   | 2                    | 14                   | 0                    |                                   |
| 2017.  | NFL  | NFC          | Zapad    | 4.                   | 6                    | 10                   | 0                    |                                   |
| 2018.  | NFL  | NFC          | Zapad    | 3.                   | 4                    | 12                   | 0                    |                                   |